# Cycloseris sinensis
Cycloseris sinensis is een rifkoralensoort uit de familie van de Fungiidae. De wetenschappelijke naam van de soort is voor het eerst geldig gepubliceerd in 1851 door Milne Edwards & Haime.